# ギフトパック 南沙織 -1972年版-
『ギフトパック 南沙織』（ギフトパック みなみさおり）は、南沙織初のベスト・アルバム。1972年11月1日発売。発売元はCBSソニー。

## 解説
"ギフトパック" とは、CBS・ソニーから複数タイトル発売されているベスト盤シリーズの名称である。南自身にとっては初のベスト・アルバムであり、パッケージは見開きジャケット仕様となっている。
本ベスト盤発売時点までのシングルA面5曲が全て収録され、ほかB面3曲を含んでいる。オリジナル・アルバムからはカヴァー曲を除いた4曲を選曲している。結果的に収録曲の全てが、有馬三恵子と筒美京平のコンビによる作品となった。
アルバム単体作品としてはCD復刻化はされていないものの、全楽曲が他商品でCD化済である。

## 収録曲
- 全作詞: 有馬三恵子、全作・編曲: 筒美京平

### Side A
1. 17才
2. 潮風のメロディ
3. ともだち
4. 女の子の気持
3rdアルバム『純潔／ともだち』より
5. なぜかしら
6. 純潔

### Side B
1. 哀愁のページ
2. 恋のフィーリング
3rdアルバム『純潔／ともだち』より
3. シンシアの青春
1stアルバム『17才』より
4. ふるさとの雨
1stアルバム『17才』より
5. 島の伝説
6. 素晴らしいひと